# Robert Stephens
Pour les articles homonymes, voir Stephens.
Sir Robert Stephens est un acteur et producteur de cinéma britannique, né le 14 juillet 1931 à Bristol et mort le 12 novembre 1995 à Londres (Royaume-Uni).

## Biographie
Robert Stephens a été un acteur influent durant les premières années du Royal National Theatre. De 1967 à 1974, il a été marié avec l'actrice Maggie Smith. Leur deux fils, Toby Stephens et Chris Larkin, sont également acteurs. Toby a notamment joué le méchant dans le James Bond Meurs un autre jour.

## Filmographie

### Acteur
- 1956 : Guerre et paix (War and Peace) : Officer talking with Natasha
- 1960 : A Circle of Deception : Capt. Stein
- 1961 : Lunch Hour : Man
- 1961 : Un goût de miel (A Taste of Honey) : Peter
- 1961 : The Queen's Guards : Henry Wynne-Walton
- 1961 : Pirates of Tortuga : Morgan
- 1962 : L'Inspecteur (Lisa) : Dickens
- 1963 : Cléopâtre (Cleopatra) : Germanicus
- 1963 : The Small World of Sammy Lee : Gerry
- 1966 : Morgan (Morgan: A Suitable Case for Treatment) : Charles Napier
- 1967 : Much Ado About Nothing (TV) : Benedick
- 1968 : Roméo et Juliette (Romeo and Juliet) : The Prince
- 1969 : Les Belles Années de miss Brodie : Teddy Lloyd
- 1970 : La Vie privée de Sherlock Holmes (The Private Life of Sherlock Holmes) : Sherlock Holmes
- 1972 : Voyages avec ma tante (Travels with My Aunt) : Mr. Visconti
- 1973 : Luther : Johan Von Eck
- 1973 : L'Esprit de la mort (The Asphyx) : Sir Hugo Cunningham
- 1973 : Vienna 1900 (feuilleton TV) : Dr Graesler: 'A Confirmed Bachelor'
- 1974 : QB VII (feuilleton TV) : Robert Highsmith
- 1975 : Gangsters (série TV) : Sir George Jeavons (1976)
- 1977 : Eustace and Hilda (TV)
- 1977 : Les Duellistes (The Duellists) : Gen. Treillard
- 1977 : La nuit, tous les chats sont gris : Charles Watson
- 1978 : Holocauste (Holocaust) (feuilleton TV) : Uncle Kurt Dorf
- 1978 : Le Cri du sorcier (The Shout) : Medical Man
- 1978 : The Voyage of Charles Darwin (série TV) : Samuel Wilberforce
- 1978 : Kean (TV) : Prince of Wales
- 1979 : One Fine Day (TV) : Welby
- 1979 : Suez 1956 (TV) : Colonel Nasser
- 1980 : A Question of Guilt (série TV) : Edward Clarke QC
- 1981 : Le Seigneur  des anneaux (radio) : Aragorn
- 1981 : The Winter's Tale (TV) : Polixenes
- 1981 : The Search for Alexander the Great (feuilleton TV) : Darius of Persia
- 1982 : L'Année des Français (The Year of the French) (feuilleton TV) : Lord Cornwallis
- 1982 : Les Jeux de la comtesse Dolingen de Gratz de Catherine Binet : Le professeur
- 1982 : Anyone for Denis? (TV) : Schubert
- 1983 : By the Sword Divided (feuilleton TV) : Sir Ralph Winter
- 1983 : Ill Fares the Land
- 1984 : Puccini (TV) : Giacomo Puccini
- 1986 : Hell's Bells (série TV) : Bishop Godfrey Hethercote
- 1987 : Comrades : Frampton
- 1987 : Lizzie's Pictures (feuilleton TV) : Jack Dickinson
- 1987 : High Season : Konstantinis
- 1987 : Fortunes of War (feuilleton TV) : Castlebar
- 1987 : Empire du soleil (Empire of the Sun) : Mr. Lockwood
- 1987 : Testimony : Vsevolod Meyerhold
- 1988 : The Fruit Machine : Vincent
- 1988 : American Roulette : Screech
- 1988 : Ada dans la jungle : Lord Gordon
- 1988 : Les Orages de la guerre (War and Remembrance) (feuilleton TV) : SS Maj. Karl Rahm
- 1989 : Henry V : Pistol
- 1990 : The Storyteller: Greek Myths (feuilleton TV) : Hades
- 1990 : The Children (en) : Azariah Dobree
- 1990 : Lorna Doone (TV) : Sir Ensor Doone
- 1990 : Friends in Space (TV) : Professor Rex Thornton
- 1990 : Wings of Fame : Merrick
- 1990 : Le Bûcher des vanités (The Bonfire of the Vanities) : Sir Gerald Moore
- 1991 : Adam Bede (TV) : Reverend Irwine
- 1991 : Ferdydurke : Prof. Pimco
- 1991 : The Pope Must Die : Carmelengo
- 1991 : Double vue (Afraid of the Dark) : Dan Burns
- 1992 : The Vampyr: A Soap Opera (TV) : Narrator
- 1992 : Chaplin : Ted the Drunk
- 1993 : Century de Stephen Poliakoff : Mr. Reisner
- 1993 : À la recherche de Bobby Fischer (Searching for Bobby Fischer) de Steven Zaillian : Poe's Teacher
- 1993 : The Secret Rapture de Howard Davies : Max Lopert
- 1994 : 99-1 (série TV) : (1993)
- 1994 : Dandelion Dead (feuilleton TV) : Henry Vaughan
- 1995 : England, My England de Tony Palmer : John Dryden

### Producteur
- 1967 : Much Ado About Nothing (TV)